# Treehouse of Horror XXVIII
«Treehouse of Horror XXVIII» (с англ. — «Дом ужасов XXVIII») — четвёртый эпизод двадцать девятого сезона мультсериала «Симпсоны». Впервые вышел 22 октября 2017 года в США на телеканале «Fox».

## Сюжет

### Вступление: The Sweets Hereafter
Потусторонние сладости. Семья Симпсонов находится на тарелке, как часть конфет, распространяемых на Хеллоуин в доме. Барт — батончик «Баттерфингер» — боится быть захваченным, Мардж — батончик «Mars» — утешает его, говоря, что он всегда последний, а Гомер — батончик «Oh Henry!» — говорящий, что даже коробка несвежего изюма взята перед ним. Некто берёт Нельсона, как батончик «Crunch», и Кирка ван Хутен, как ириску «Turkish Taffy». Тем временем Лиза, как яблоко, жалуется на то, что никто никогда не хочет яблок, так как люди боятся, что внутри неё окажутся лезвия бритвы. Мардж успокаивает её, говоря, что люди берут их, только когда они опущены в карамель, к отвращению яблока. Шона забирает дедушку Симпсона — конфеты «Junior Mints» — после того как Гомер отошёл в сторону, и съел их содержимое.
На следующий день среди нетронутых сладостей остались Симпсоны. Позже они оказались на верхней полке, когда люди убирали украшения после Хэллоуина. На полке они нашли шоколадного пасхального зайца, который говорит им, что здесь о них забудут навсегда. Видя его дискомфорт, когда его никто не берет, Гомер начинает его есть. Мардж пытается остановить его, но он говорит ей, что шоколад ничего не чувствует, и продолжает есть его, а остальная часть семьи присоединяется, когда он ест рот кролика, чтобы заткнуть его. Камера показывает стену, где сперва написано «The Simpsons Easter Special» (с англ. — «Пасхальный выпуск «Симпсонов»»), но шоколад из кролика разбрызгивается повсюду, покрывая слова, а тёмный шоколад, напоминающий кровь, излагает поверх этой надпись «Treehouse of Horror XXVIII».

### The Exor-Sis
Экзор-сестра. В дохристианском храме на севере Ирака выкопана статуя Пазузу и отправлена через Amazon к дому Симпсонов (Гомер случайно заказал её, думая, что в ней написано «пицца»). После того, как Гомер поёт Мэгги очень тревожную колыбельную со светящимися красными глазами, статуя остается в кроватке девочки. Одержима демоном, Мегги появляется во время коктейльной вечеринки, которую Гомер и Мардж устроили внизу. Демон убивает жаловавшуюся Хелен Лавджой, а затем запирает всех. Позже Мегги рассказывает, что доктор Хибберт изменяет своей жене, а затем убивает его. Нед Фландерс говорит Симпсонам, что с Мэгги нужно провести обряд экзорцизма, после чего его убивают избиением и удушением игрушечной машинкой. Вскоре после этого прибывает ирландский священник, который выполняет заклинание, которое очищает Пазузу от Мэгги, но в итоге демон вселяется в Барта, о чём он со страхом сожалеет, заявляя, что у Барта самая отвратительная душа, которую он когда-либо видел, и «он хуже Дэвида Швиммера».

### Coralisa
Корализа. Когда Мэгги всё ещё выздоравливает от Пазузу, её начинает сильно рвать по всему обеденному столу, в конечном итоге заливая кухню рвотой. Устав от этого, Лиза отправляется в свою комнату. Там Снежинка V проводит её через секретный туннель, который ведёт их к другой версии семьи, с розовыми пуговицами вместо глаз. Хотя альтернативная семья похожа на сон, Лиза в ужасе бежит в свой мир, когда узнаёт, что они хотят сшить пуговицы на её глазах, чтобы она могла остаться с ними навсегда. Лиза пересматривает предложение альтернативной семьи после того, как Гомер (из реальности) убил змею её саксофоном.
Несколько дней спустя семья наконец понимает, что Лиза пропала. Гомер принимает это и говорит, что Мэгги получает комнату и одежду Лизы, а Барт получает домашнее задание сестры. Услышав это, Барт сбегает через дверь и попадает в альтернативную реальность. После того, как Мардж следует за своими детьми, Гомер следует совету Снежинки V. Однако его встреча с альтернативной семьёй приводит к тому, что он убивает альтернативного Барта, в то время как альтернативный Гомер ранит себя ножницами, пытаясь отомстить за него. Это приводит в бешенство альтернативную Мардж, и она превращается в восьминогое паукообразное существо, чтобы напасть на Гомера, который решает воспользоваться ситуацией, чтобы принести пользу самому себе: приведение выживших членов альтернативного семейного дома в реальность. Альтернативный Гомер посещает родительское собрание, в то время как альтернативная Мардж выполняет работу по дому и охраняет дом. Лиза принимает этот результат, утверждая, что это могло быть намного хуже.

### MMM… Homer
МММ… Гомер. Перед началом серии Лиза предупреждает зрителей об отвратительном контенте следующего сегмента, заявляя: «То, что вы собираетесь увидеть, настолько отвратительно, что вы будете смотреть „Игру престолов“, чтобы успокоиться!»
Гомер остается дома, в то время как остальная часть семьи уезжает в отпуск с Пэтти и Сельмой. Гомеру хорошо, но в конечном итоге у него заканчивается еда (остались только овощи). К счастью, он находит замороженный хот-дог. Во время процесса его приготовления Гомер случайно отрезает свой палец, который падает на гриль. Он готовит палец и съедает его. После того, как Гомер обнаруживает, насколько это вкусно, он теряет интерес к другой еде, когда Нед приглашает его на обед. Гомер начинает готовить части своего тела, прежде чем его семья возвращается. Они в недоумении, почему Гомер постоянно носит рукавицы для духовки (чтобы скрыть свои отрубленные пальцы), на 20 фунтов тощее и ходит с хромотой. Однажды ночью Мардж обнаруживает, что Гомер каннибализирует себя, когда он жарил свою отрубленную ногу. Когда она отвезла его к консультанту по наркомании за помощью, там Марио Батали в поисках новых ингредиентов убеждает унылого Гомера приготовить оставшиеся части тела (к тому времени осталась только голова). Это «блюдо» продаётся в ресторане «Chez Homer» в доме Симпсонов и нескольких других ресторанах по всему Спрингфилду. Карл упоминает, что они также едят Барни Гамбла, продавца комиксов и конину. На небесах Гомер комментирует Иисусу, как он теперь делится с ним людьми, которые едят его тело, поскольку жители Спрингфилда превратились в людоедов…

## Оценки и отзывы
Во время премьеры на канале Fox эпизод просмотрели 3,66 млн человек с рейтингом 1.6, что сделало его самым популярным шоу на канале Fox в ту ночь.
Обозреватель сайта The A.V. Club Деннис Перкинс дал эпизоду оценку B-, сказав: «28-й выпуск „Treehouse Of Horror“ продолжает почтенную традицию Симпсонов, как всегда, выбрасывая на экран целую кучу всякой всячины — посмотрим, что прилипнет».
Джесси Шедин из IGN дал эпизоду 8,6 из 10, заявив, что «Спецвыпуски „Treehouse Of Horror“ редко бывают одними из самых запоминающихся эпизодов в любом конкретном сезоне Симпсонов. Однако 29 сезон, вероятно, будет главным исключением. Три сегмента в этом году были сильными. Сериал наконец-то закрыл две большие дыры в своей огромной коллекции пародий на фильмы ужасов, напомнив нам, что она может обидеть и потревожить лучших из них».
Тони Сокол из Den of Geek дал серии четыре из пяти звёзд.